# Löddeåns mynning (norra)
Löddeåns mynning (norra) är ett naturreservat i Kävlinge kommun i Skåne län. Det bildar ett sammanhängande område tillsammans med det angränsande naturreservatet Löddeåns mynning (södra) i Lomma kommun. 
Reservatet består av betesmarker med betande kreatur och strandnära terräng med rikt fågelliv.
Det finns tillgång till ett större fågeltorn inom området.
På grund av den värdefulla fågelfaunan finns ett område i reservatet som är belagt med beträdnadsförbud 15 april-15 juli.

## Flora och fauna
Fågelfaunan är mycket rik och inkluderar bl.a. årta, skedand, brun kärrhök, vattenrall, tofsvipa, rödbena, skäggmes
skärfläcka, större strandpipare, småtärna, ljungpipare, gäss, änder, snäppor, spovar, snösparvar och vinterhämplingar.

### Noter

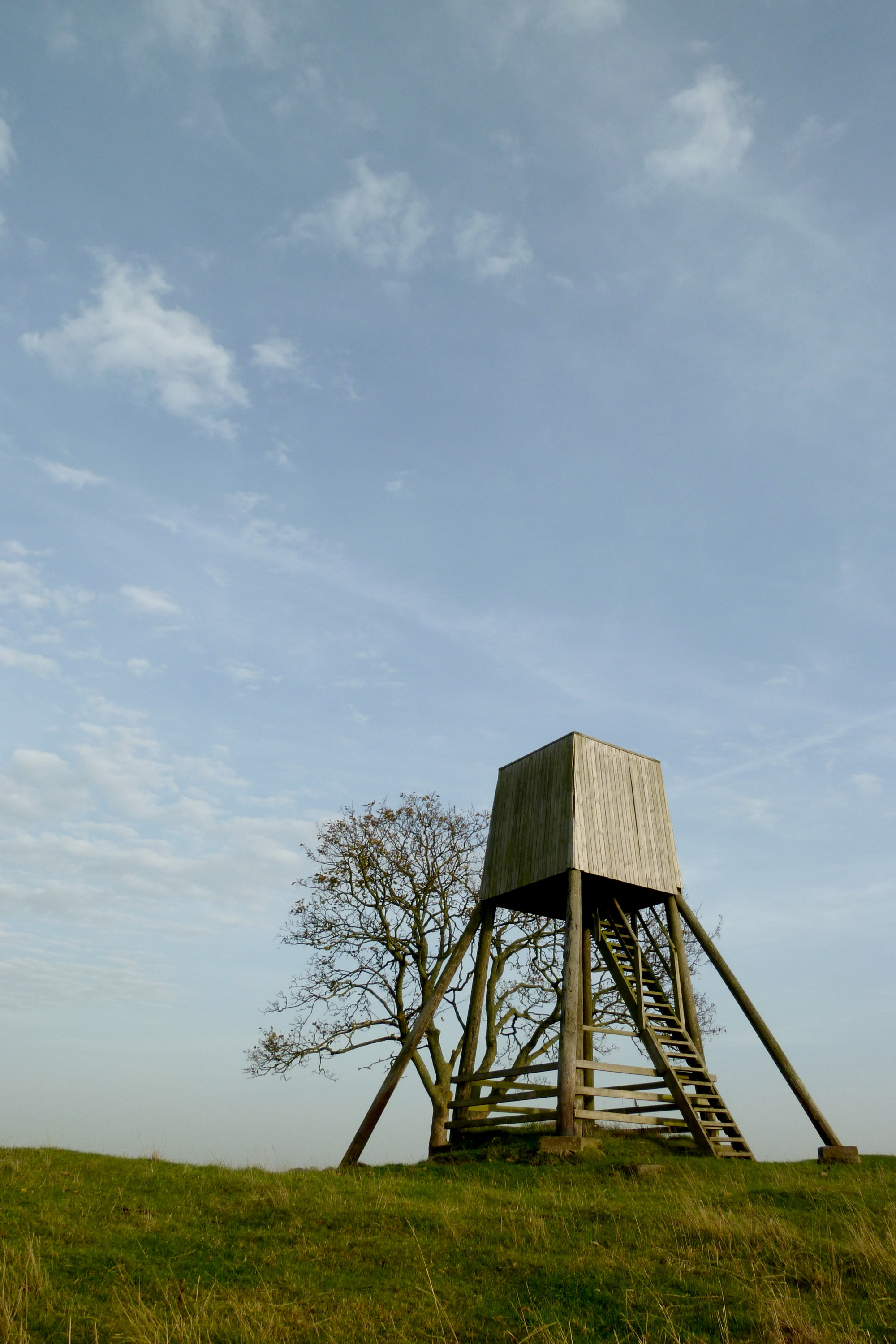
Fågeltornet